# Heterosphecia haematochrodes
Heterosphecia haematochrodes is een vlinder uit de familie van de wespvlinders (Sesiidae). De wetenschappelijke naam van de soort is voor het eerst geldig gepubliceerd in 1912 door Le Cerf.